# Takayuki Kondō
Takayuki Kondō (近藤 孝行, Kondō Takayuki) é um dublador japonês. Ele é afiliado da Agência Air.

## Trabalhos Notáveis

### Anime
- Ano Hi Mita Hana no Namae o Bokutachi wa Mada Shiranai como Tetsudo Hisakawa
- Atelier Rorona: The Alchemist of Arland como Tantoris
- Bakugan Battle Brawlers como Shinjiro Kuso, Rikimaru, Klaus Von Hertzon, Takashi, Preyas Angelo/Predator Angelo
- Basquash! como Naviga Stelte
- Buso Renkin como Kouji Rokumasu
- Godannar como Go Saruwatari
- Hyōka como Jun'ya Nakajō
- Kyouran Kazoku Nikki como Ouka Midarezaki
- Otome Yōkai Zakuro como Takatoshi Hanadate
- Oscar's Oasis como Buck
- Pandora Hearts como Fang
- Shakugan no Shana como Eita Tanaka
- Shakugan no Shana Second como Eita Tanaka
- Shakugan no Shana III Final como Eita Tanaka
- Transformer CarRobot como Mach Alert/Super Mach Alert, Dangar
- Trauma Center: Second Opinion como Kousuke Tsukimori
- Umineko no Naku Koro ni como Ootsuki
- Upotte!! como Genkoku
- Utawarerumono como Suwonkas
- The Prince of Tennis como Shuichiro Oishi
- Yu-Gi-Oh! Duel Monsters como Hiroto Honda

## Ligações Externas
- Takayuki Kondō  na enciclopédia do Anime News Network (em inglês)